# Bert Tigchelaar

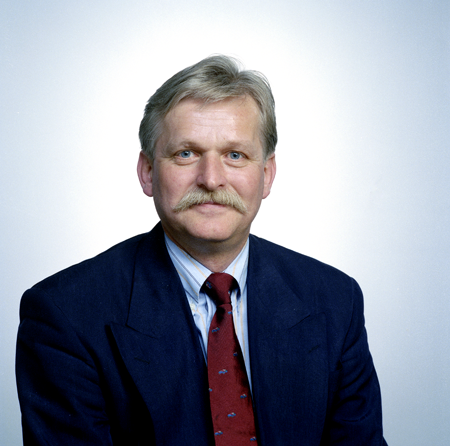
Bert Tigchelaar in 1992

Bert Tigchelaar (Zwolle, 13 december 1946 – Lemele, 28 oktober 2004) was een Nederlandse journalist. Bij het grote publiek werd hij vooral bekend als correspondent voor het NOS Journaal in Duitsland (als opvolger van Rob Meines).

## Loopbaan
Tigchelaar studeerde volkenrecht en internationale betrekkingen in Utrecht tijdens zijn werkzaamheden als journalist bij de De Gooi- en Eemlander. Eerst werkte hij bij enkele kranten, later werd hij commentator buitenland bij het NCRV-programma Hier en Nu. In 1980 werd hij correspondent voor de NOS-radio en de Haagsche Courant in Bonn, de toenmalige hoofdstad van West-Duitsland. 
In 1989 was Tigchelaar korte tijd hoofd van Actuele programma's bij de NOS. Na de val van de Berlijnse Muur in 1989 werd hij correspondent in Duitsland voor het NOS-journaal, NOVA (oorspronkelijk NOS-Laat) en de radio van de NOS. Uit die tijd dateert zijn uitspraak: Holländer sprechen kein Deutsch. Sie sprechen etwas von dem sie denken dass es Deutsch ist. ("Nederlanders spreken geen Duits. Ze spreken iets waarvan ze denken dat het Duits is").
In 2002 werd Tigchelaar ontslagen als correspondent en keerde hij terug naar Nederland. In Nederland werkte hij tot zijn dood als freelance-journalist en als commentator voor de Duitse zender WDR.